# 로저 바트
로저 바트(Roger Bart, 1962년 9월 29일 ~ )는 미국의 배우이다.

## 출연 작품
- 버터플라이 인 더 타이프라이터 (2018)
- 스피치 앤 디베이트 (2017)
- 트럼보 (2015)
- 완벽남의 조건 (2014)
- Bayou Tales (2019)
- 워킹데드: 핫 바디 (2013, April Apocalypse)
- 라스트베가스 (2013)
- 어 그린 스토리 (2012)
- 익시젼 (2012)
- 스마일리 (2012)
- 더 이벤트 (2010)
- 모범시민 (2009)
- 스파이 스쿨 (2008)
- 해롤드와 쿠마 2 - 관티나모로부터의 탈출 (2008)
- 미드나잇 미트 트레인 (2008)
- 호스텔 2 (2007)
- 아메리칸 갱스터 (2007)
- 로스트 룸 (2006)
- 아이 원트 썸원 투 이트 치즈 위드 (2006)
- 프로듀서스 (2005)
- 위기의 주부들 (2004)
- 스텝포드 와이프 (2004)
- 레이디와 트램프 2 (2001)
- 인사이더 (1999)
- 헤라클레스 (1997)